# 1986年の出版
1986年の出版（1986ねんのしゅっぱん）では、1986年の出版に関する出来事についてまとめる。

## 出版に関する出来事
雑誌の創刊・休刊・ミリオンセラーの出版などの記載。特記した場合を除き、創刊、休刊、廃刊、復刊の日付はそれぞれの創刊号、最終号、復刊号の発売日である。

### 1月
- バス研究社のバス専門誌『バスメディア』を正式創刊。

### 3月
- 14日-学習研究社の高校生向けの学習雑誌『Ｉng高校コース』などの学習雑誌を創刊。

### 4月
- 学習研究社の少女向けの雑誌『ピチレモン』を創刊。
- バス・ジャパン刊行会のバス専門誌『バス・ジャパン』を創刊。

### 5月
- 8日 - 集英社の女性向けの漫画雑誌『ヤングユー』を創刊。

### 7月
- 海王社を設立。
- 司書房が成人向け雑誌『ザ・ナイスMAGAZINE』を創刊。

### 8月
- 婦人生活社の婦人向けの専門誌『婦人生活』を休刊。
- 司書房が成人向け雑誌『ザ・ナイスMAGAZINE』を創刊。

### 10月
- 28日 - 秋田書店の女性向けの漫画雑誌『フォアミセス』を創刊。

### 11月
- 5日 - 光文社の写真週刊誌『FLASH』を創刊。

### 12月
特記した場合を除き創刊、休刊、廃刊、最終号、復刊号の発売日である。